# Bredford Bannings
Bredford Bannings es el personaje principal de una serie de novelas infantiles escritas e ilustradas por Ximo Cerdà. Las aventuras de Bredford Bannings y su joven ayudante, Oz, están publicadas en catalán por la editorial Barcanova desde el año 2006. De momento [¿cuándo?] se han publicado dos títulos de la serie, L'incomparable Bredford Bannings (2006) y En Bredford Bannings i els diamants de Bontawa (2008).
Bredford Bannings es un solucionador de problemas que trabaja en la Universidad de Tapioca, en la misteriosa isla de Pescolandia. Uno de los mayores atractivos de esta serie de novelas es que plantea enigmas que el propio lector debe resolver.
Bredford Bannings tiene breves apariciones en otras obras de Ximo Cerdà, como El llibre dels enigmes (2009) o El llibre de la astronomia (2011)
- Datos: Q2919852